# José Villanueva y Arévalo
José Villanueva y Arévalo fue Ministro del Consejo de Castilla del Supremo Tribunal de España e Indias en los reinados de Fernando VII, María Cristina e Isabel II.

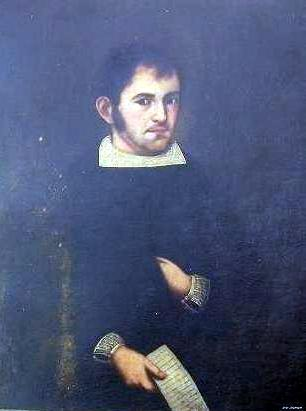
José Villanueva y Arévalo

## Orígenes
José Villanueva y Arévalo, nació en Cartagena de Indias, el 19 de septiembre de 1781, siendo bautizado en la Iglesia Catedral el 23 del mismo mes, con los nombres de José Francisco Xavier Antonio de las Mercedes. Fueron sus padres D. Pedro Tomas de Villanueva y Berrueco y Dª Juana Paula Arévalo y Vera, siendo José el menor de los once hijos habidos en el matrimonio. Es nieto del excelentísimo Brigadier de los Reales Ejércitos y Fortificaciones de Cartagena de Indias Don Antonio de Arévalo, quien fue el artífice de las fortificaciones de Cartagena de Indias.
Estudio abogacía en la Universidad de Alcalá. En junio de 1804 era graduado Doctor por esta Universidad.

## En los inicios de la Guerra de la Independencia
El francés Duhesme, entraba en Barcelona el 13 de febrero de 1808: Villanueva formaba parte de la Audiencia de la ciudad condal, negándose a jurar fidelidad a D. José Bonaparte y permaneciendo fiel al rey Fernando VII, por lo que fue encarcelado. Después de más de un año en prisión salió de la cárcel de Pepiñan, Francia, para inmediatamente unirse a las fuerzas que luchaban contra Napoleón en España.

## Estancias en Sevilla y Madrid
En 1812 fue nombrado Oidor de la Real Audiencia en la Aduana de Sevilla. A la edad de 31 años contrajo matrimonio con Doña Inés Muñiz Bouvier. En 1821, fue elegido por al Rey para ocupar una vacante de Magistrado en propiedad en la Audiencia Territorial de Sevilla, a propuesta del Consejo de Estado. En 1832, siendo Decano en la Real Audiencia de Sevilla, en la Sala 1.ª de lo Civil, es nombrado Ministro del Consejo de Castilla. Contaba entonces 51 años de edad. Durante el gobierno de Martínez de la Rosa, el régimen que se establece con la promulgación del Estatuto Real, sancionado por la reina el 10 de abril d 1834, acaba con el sentido que tenía el Consejo Real de Castilla, dentro del conjunto del Estado. La reina Gobernadora María Cristina, en nombre de su hija Isabel decretó poner fin al Consejo Real de Castilla, creando al tiempo el Tribunal Supremo de España e Indias. El mismo día creará el Consejo Real de España e Indias únicamente como órgano consultivo de la Corona. Este año de 1834, componían la plantilla del Tribunal Supremo de España e Indias: D. Vicente Cano Manuel, Presidente, Marqués de Piedrablanca, Decano. Los ministros relacionados por antigüedad: José Montemayor, Manuel Genaro de Villota, Teotimo Escudero, Conde de Villahermoso, Andrés Subira, José de Mier, José Villanueva y Arévalo, Francisco Redondo, José Martín de Arieta, Matías Herrero Prieto, Rafael Paz y Fuentes, José María Calatrava, José María Manescau, y Ramón Giraldo. Fiscales del Consejo: Francisco Estrambasaguas, Manuel Crespo y Juan Nepomuceno San Miguel. El secretario que figura es Antonio López de Salazar.En 1835, Villanueva tenía su domicilio en Madrid, en la calle de Sacramento, cerca del Consejo de Estado y destinado en estas fechas en el Tribunal Supremo de España e Indias.

## Alcalde mayor de Misamis y Tondo, Islas Filipinas
En el Tribunal Supremo, en 1848, a la edad de 67 años, recibió la orden de trasladarse a las Islas Filipinas, para ocupar la vacante de Alcalde mayor de la provincia de Misamis en la isla de Mindanao. Años más tarde es Alcalde mayor de la provincia de Tondo y en 1855 se encuentra residiendo en la capital, Manila, disfrutando la secretaría honorífica de la Reina. En 1857, bajo el mandato del Gobernador de las islas, Don Fernando de Norzagaray, se encuentra disfrutando los Honores de Secretario de S.M.  En 1859 Isabel II le concede el ingreso en la Real Orden de Carlos III.

## Estancia en La Habana
Entre 1860 y 1864, cuando gobernaba en las Islas Filipinas Don Juan de Herrera Dávila, se encontraba Villanueva residiendo en La Habana como corresponsal en la Sección Comercio, de la Real Sociedad Económica de Amigos del País. Contaba en esta última fecha, 83 años. Su retrato se encuentra en el pueblo granadino de Güéjar Sierra y es propiedad de sus descendientes: Dª Antonia Pérez Moreno, viuda de D. Rafael Rodríguez Cantos.